# Cabo Raso

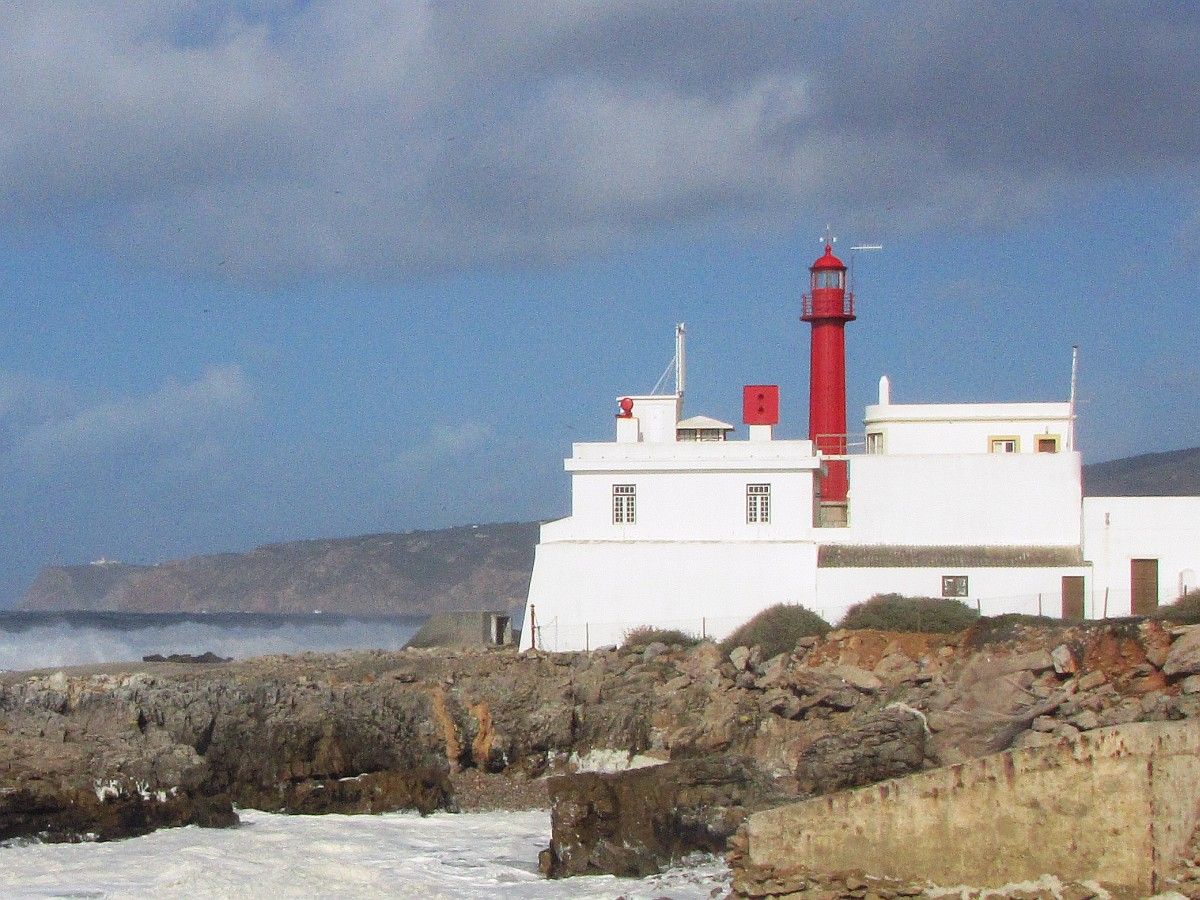
Cabo Raso mit Leuchtturm und Festungsanlage (Foto 2010)

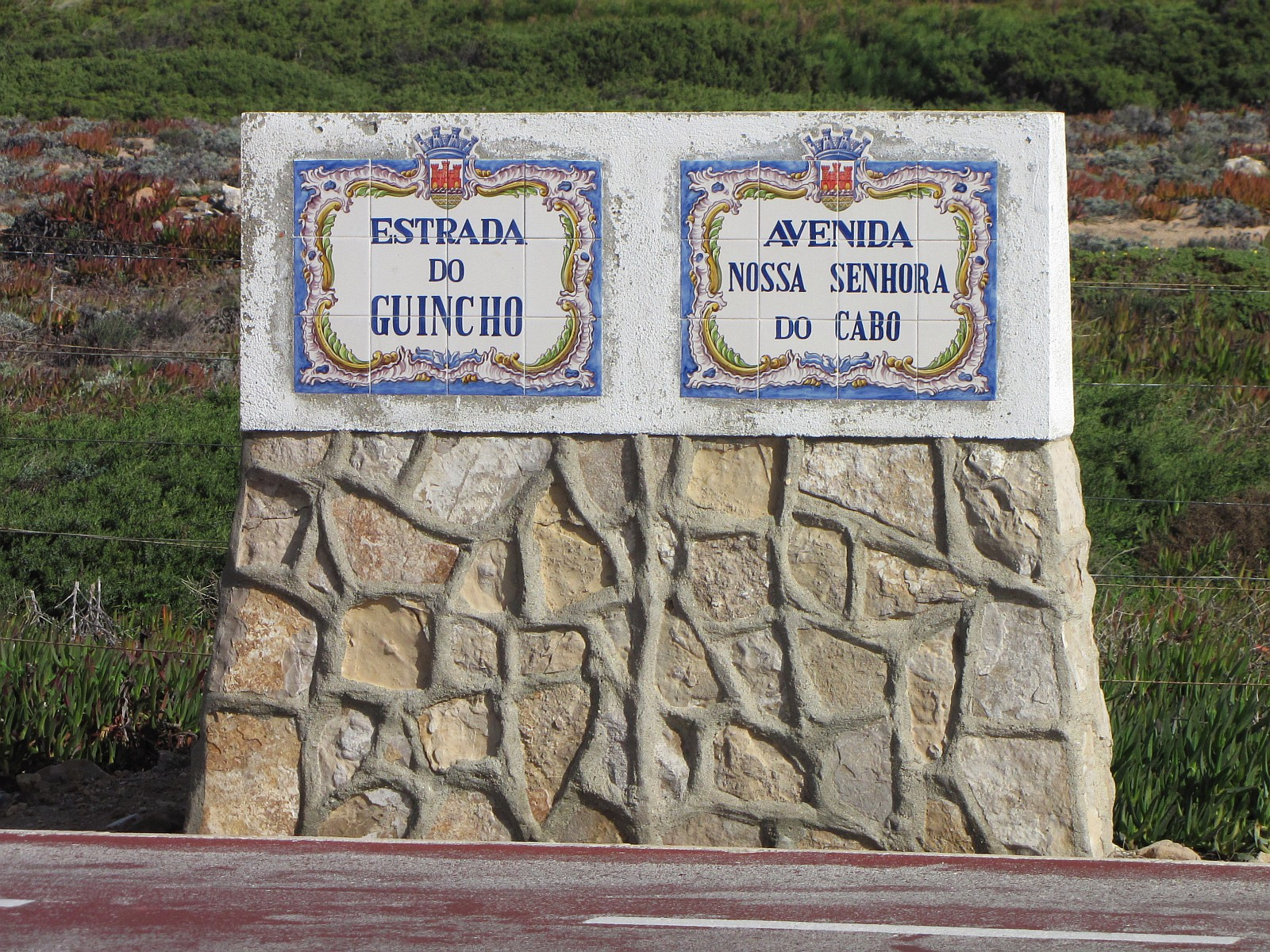
Straßenstein an der Estrada N247 am Cabo Raso

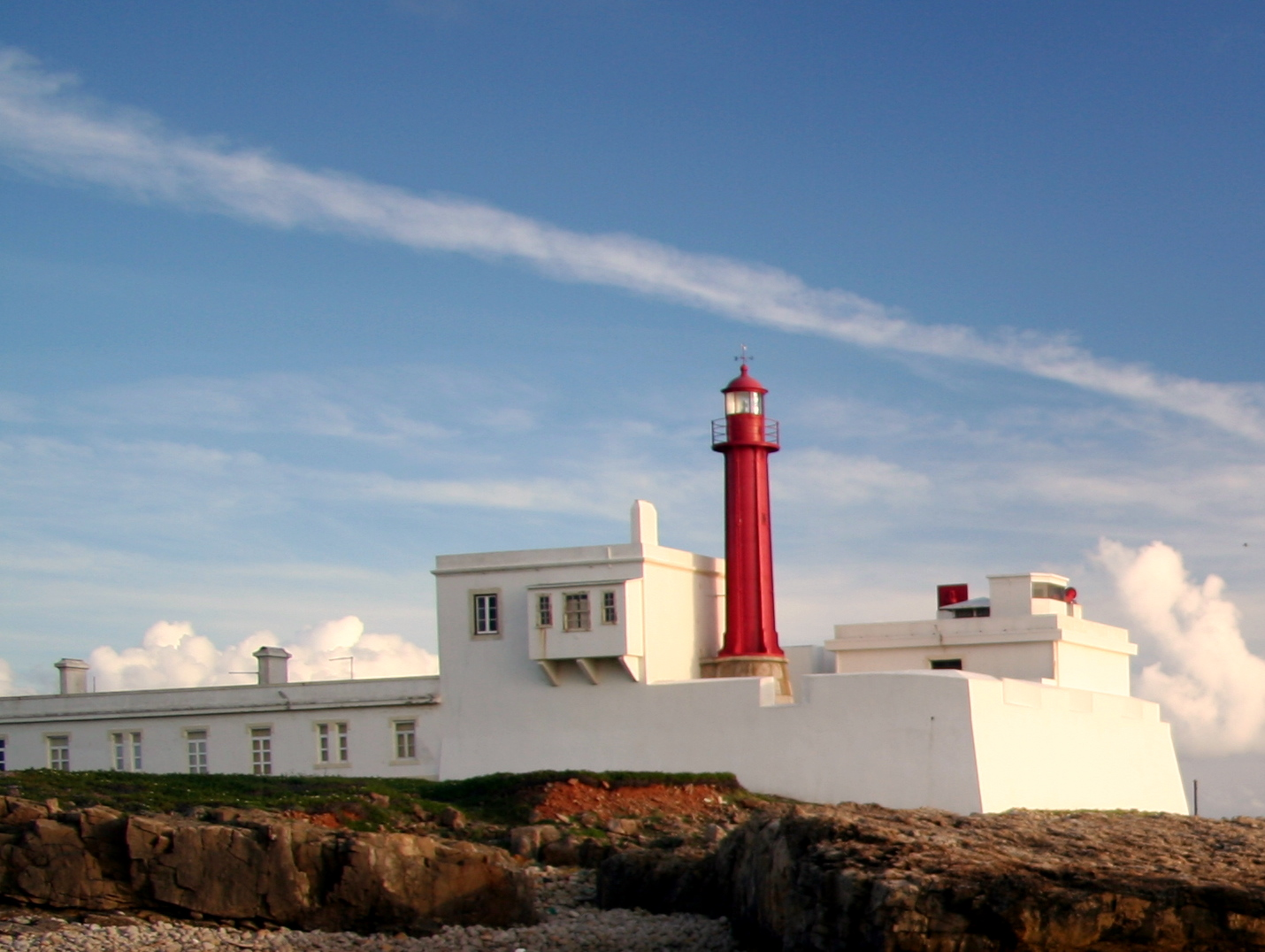
Leuchtturm am Cabo Raso und dem Fort São Bras de Sanxete, Kreis Cascais

Cabo Raso ist ein Kap an der portugiesischen Küste des Atlantik an der Bucht von Lissabon.

## Cabo Raso mit Leuchtturm und Wehranlagen

### Geographie
Cabo Raso gehört zu den westlichsten Punkten der iberischen Halbinsel und liegt 7 km westlich von Estoril - den westlichsten Punkt des europäischen Festlands bildet allerdings das unweit nördlich gelegene Cabo da Roca (ganz links im obigen Foto). Cabo Raso ist unmittelbar erreichbar über die N247, die unter zwei verschiedenen Namen zum Kap führt, und zwar von Norden (vom Cabo da Roca) über die Estrada do Guincho und von Osten (von Cascais/Estoril) über die Avenida Nossa Senhora do Cabo. Die Ortslage ist Teil des landeinwärts gelegenen Parque Natural de Sintra-Cascais.

### Leuchtturm

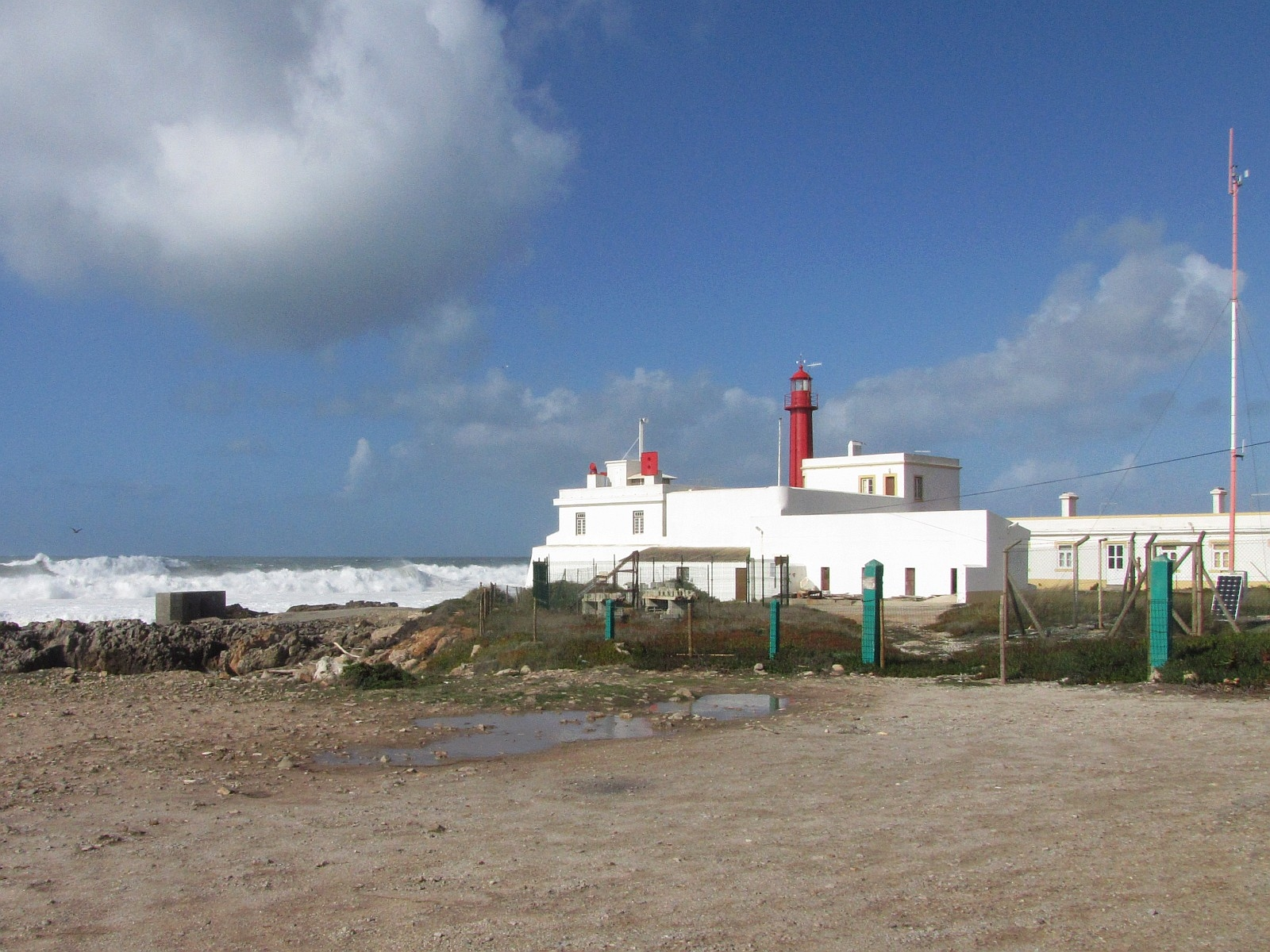
Farol do Cabo Raso - Leuchtturm und Festungsanlage

Der Leuchtturm von Cabo Raso an der Atlantikküste (vorgelagert der Bucht von Lissabon) befindet sich im Forte de São Brás de Sanxete und wurde im Jahr 1894 innerhalb der Festung fertiggestellt. Der Turm besitzt eine Bauhöhe von 13 m. Die Turmhöhe über NN beträgt 23 m, der Feuerträger befindet sich in Höhe von 22 m über NN.

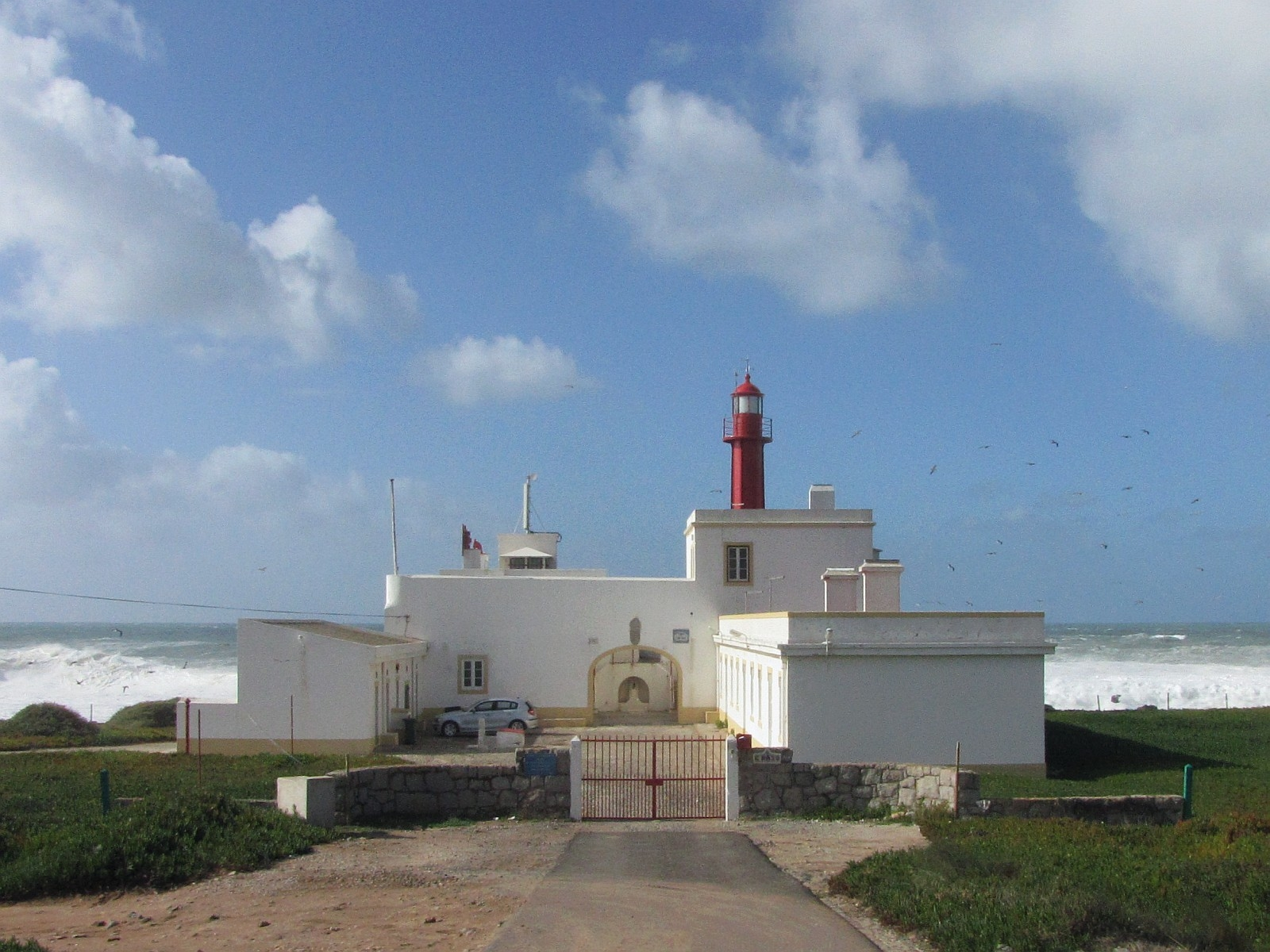
Die Festungsanlage Forte de São Brás de Sanxete mit Leuchtturm am Cabo Raso

### Festungsanlage
Forte de São Brás de Sanxete
Am Kap befindet sich die Festungsanlage São Brás de Sanxete mit dem Leuchtturm von Cabo Raso. Das Forte de São Brás de Sanxete wurde 1894 errichtet. Linkerhand am Eingangstor verweist ein dementsprechendes Hinweisschild auf das Alter der Wehranlage: "Ministerio da Defesa Nacional ol - Marinha
Autoridade Maritima Nacional - Direccao de Farois - Farol do Cabo Raso - 1894".

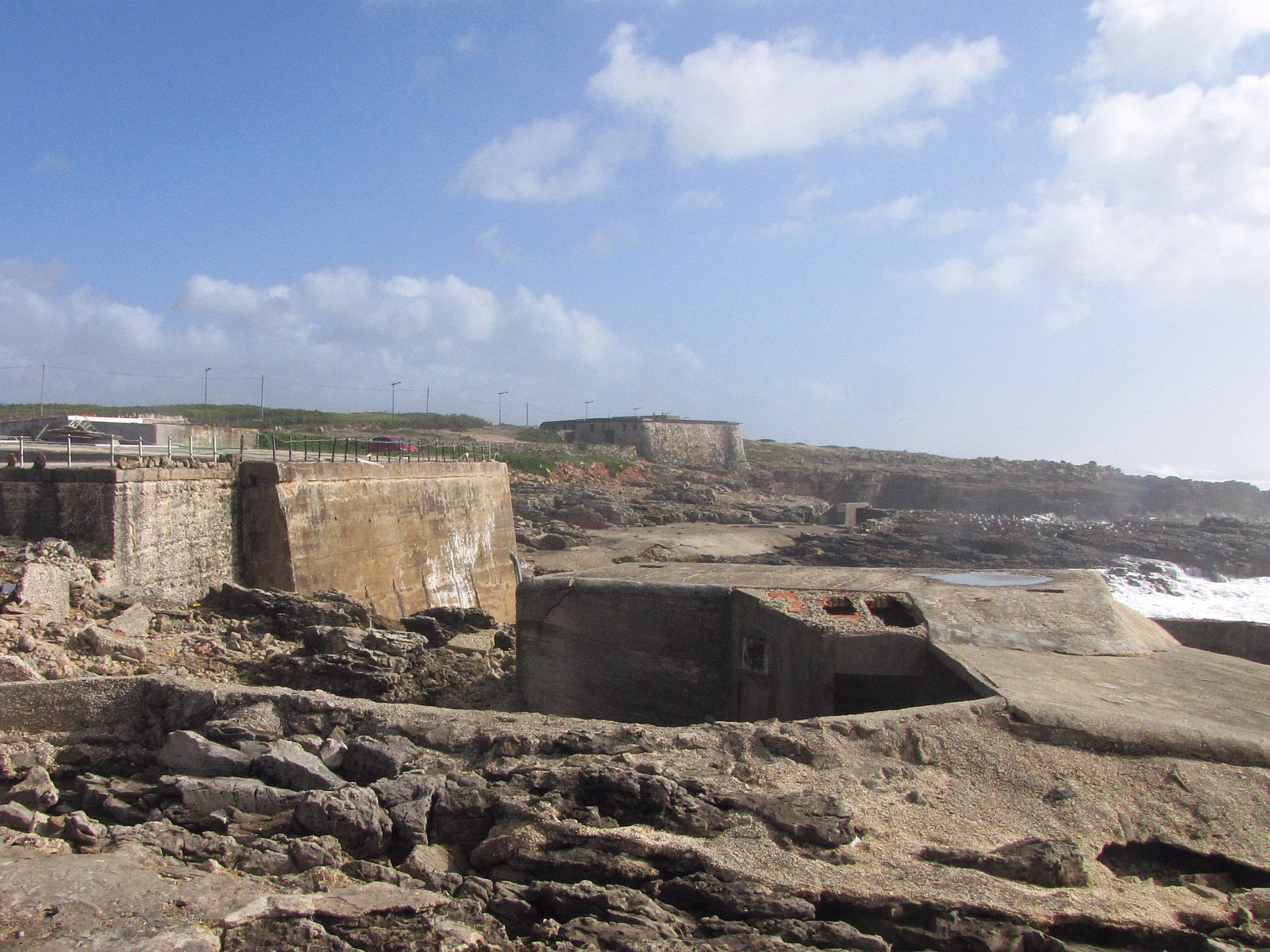
Östlich neben der Festungsanlage mit Leuchtturm finden sich Bunkeranlagen vom milit. Uferschutz am Atlantik

### Bunkeranlagen
In unmittelbarer Nähe der Festungsanlage auf der östlichen Seite vom Forte de São Brás de Sanxete mit dem Farol do Cabo Raso finden sich eine Mehrzahl von zum Teil stark beschädigten Bunkeranlagen aus der ersten Hälfte des 20. Jahrhunderts. Einige der Bunkeranlagen reichen direkt bis an die Wasserlinie.